# Geneviève Sabourin
Geneviève Sabourin (* 11. März 1972) ist eine kanadische Schauspielerin.

## Leben
Geneviève Sabourin ist eine aus Montreal, Québec stammende Schauspielerin, die bis auf vereinzelte Werbespots und Reklamen in kleineren Filmen wie Swindle und Eternal lediglich Nebenrollen spielte. Bei dem von Eddie Murphy gespielten und produzierten Film Pluto Nash – Im Kampf gegen die Mondmafia war sie 2002 als Pressesprecherin aktiv.
Größere internationale Bekanntheit erlangte sie, als der Schauspieler Alec Baldwin sie am 9. April 2012 wegen Stalkings anzeigte. Vorausgegangen waren mehrere SMS, E-Mails und unerwünschte Besuche Sabourins an Baldwins Wohnsitzen. Nachdem sich beide im Herbst 2010 trafen, wurde Baldwin seit Ende März mit Dutzenden Nachrichten, in denen Sabourin forderte, dass er seine Verlobte verlassen und sie heiraten solle, kontaktiert. Am 31. März 2012 besuchte sie seinen Wohnsitz in den Hamptons und wurde bereits das erste Mal von der Polizei verhaftet, vernommen und wieder freigelassen. Dem folgte ein Besuch im New Yorker Lincoln Center, wo Baldwin eine Rede hielt. Nachdem sie am 8. April vor der Eingangstür des Eldorado stand, wo Baldwin ein Apartment besitzt, wurde sie verhaftet und einen Tag später wegen Stalking angeklagt. Der zuständige Richter setzte den Verhandlungstermin auf den 14. Mai 2012, entließ Sabourin ohne Kaution in die Freiheit und verhängte eine Einstweilige Verfügung sich Baldwin nicht zu nähern. Am 14. November 2013 wurde Sabourin in insgesamt fünf Anklagepunkten schuldig gesprochen und zu 210 Tagen Gefängnis verurteilt. Eine Teilstrafe von 30 Tagen verhängte der Richter gegen Sabourin, weil sie den Prozess immer wieder gestört habe und damit dem Gericht nicht den geziemenden Respekt entgegengebracht habe.

## Filmografie (Auswahl)
- 2002: Swindle ($windle)
- 2004: Eternal
- 2005: Saints-Martyrs-des-Damnés
- 2006: Vice caché (Fernsehserie, eine Episode)
- 2007: C.A. (Fernsehserie, eine Episode)